# Stephanie Savage
Stephanie Savage (nacida en 1969) conocida por su papel en Runaways (2017), Charlie's Angels: The Edge (2003) y Beyond Love (2014), es una guionista y productora de televisión canadiense. Savage también es conocida por la serie dramática para adolescentes de The CW Gossip Girl (2007) a partir de la serie de novelas y por ser productor ejecutivo de la serie de Fox The O.C. En 2010, Savage y su socio creativo Josh Schwartz crearon Fake Empire Productions, una productora que produce sus series de televisión, películas y música.

## Carrera
Savage se graduó en la Universidad de Toronto en 1990 con un B.A. en Inglés y Estudios de Cine, luego de la Universidad de Iowa en 1993 con una maestría en Historia y Teoría del Cine. Mientras escribía su tesis doctoral para la Universidad de Iowa, se mudó a Los Ángeles y en 1995 le ofrecieron un puesto en la productora Flower Films de Drew Barrymore. Aquí incursionó en la escritura de guiones, se encargó de reescribir la producción de Los ángeles de Charlie y conoció al director de la película, McG. Posteriormente, los dos formaron la productora Wonderland Sound and Vision en 2001. Dejó Wonderland Sound and Vision en 2005 para centrarse en escribir a tiempo completo para "The OC". Actualmente es la showrunner y cocreadora de la serie de The CW "Gossip Girl".
En septiembre de 2016, Savage fue anunciado como productor ejecutivo de la próxima serie de reinicio de Dynasty.